# Cinema Monterrey
El Cinema Monterrey era una sala de cinema d'estiu situat a la Pobla Llarga (Ribera Alta). Va ser projectat a la dècada del 1950 per l'arquitecte suecà Joan Guardiola, qui també va projectar altres cinemes d'estiu com el Cinema Califòrnia de Castelló o el "Cinema Casablanca" d'Alzira. El Monterrey acollia representacions teatrals, projeccions de cinema, actuacions musicals, etc. El 2010, el propietari d'aquest cinema era l'Ajuntament de la Pobla Llarga, que el sotmeté a un procés de restauració i de rehabilitació.